# Гамбурцев (планинска верига)
Планинската верига Гамбурцев е верига от планини, която се намира в Източна Антарктида.

## Описание
Веригата се намира почти в центъра на Източна Антарктида. Простира се в продължение на около 1200 км. Почти цялата е скрита под антарктическия ледников щит. Най-високият ѝ връх се намира близо до Южния полюс на недостъпността и е висок около 3400 м над морското равнище.
Открита е случайно през 1958 г. от Третата съветска антарктическа експедиция под ръководството на Евгений Толстиков. Наречена е на името на съветския сеизмолог Григорий Гамбурцев.
Геологическият произход на веригата е загадка. Подобни планини възникват или при сблъскване на континентални плочи, по ръбовете им (но планините на Гамбурцев са почти в центъра на Антарктическата плоча), или като резултат от действието на „горещи точки“ – вулкани, които пробиват тектоничните плочи (но издигнатите от тях планини са много по-малки като площ, а и няма никакви доказателства за вулканична активност в района).

## Любопитно
Смята се, че Антарктическият ледников щит е тръгнал при захлаждането на Антарктида преди около 30 милиона години именно от ледниците по върховете на планините на Гамбурцев.